# Heterotanoides capensis
Heterotanoides capensis is een naaldkreeftjessoort uit de familie van de Heterotanoididae. De wetenschappelijke naam van de soort is voor het eerst geldig gepubliceerd in 1914 door Vanhöffen.